# Begoña Alfaro García
Begoña Alfaro García (Terrassa, 4 de març de 1982) és una política i advocada catalana. És la vicepresidenta tercera i consellera d'Habitatge, Joventut i Polítiques Migratòries del Govern de Navarra (des del 2023).

## Biografia
Als vuit anys es va traslladar a viure a Carcastillo (1989), on el seu pare, Constantino Alfaro Cortes, havia estat alcalde i regidor independent en diverses legislatures. Es va llicenciar en Dret a la Universitat Pública de Navarra. Ha exercit l'advocacia, amb el seu propi despatx (2013-2023), especialitzant-se en dret administratiu, civil i de consum.
Activista social, ha estat militant d'Amnistia Internacional i ATTAC Navarra (associació contrària a les polítiques neoliberals) fins al 2015, any en què va intervenir en el moviment 15 M a Pamplona. Posteriorment, va promoure la Plataforma d'Afectats per la Hipoteca.
Va ser la candidata a la presidència del Govern de Navarra a les eleccions autonòmiques i municipals, per la coalició Contigo-Zurekin. María Chivite la va nomenar vicepresidenta tercera i consellera d'habitatge, joventut i polítiques migratòries del Govern de Navarra, sent l'única integrant de Contigo-Zurekin al Govern de Navarra.
Resideix a Pamplona, amb la parella, Daniel López, secretari d'Organització de Podem i parlamentari foral.